# III klasa szkieletowa twarzy
III klasa szkieletowa twarzy – jedna z typologii stosunków zgryzowych, które są zależne od genetycznego układu i rozmiaru szczęk. Jest to klasa szkieletowa wadliwa (prawidłowa jest I). Polega na ustawieniu łuku zębowego dolnego przed łukiem górnym z powodu nadmiernego przerostu żuchwy. Często, następuje asymetria układu twarzy polegająca na zauważalnym w rysach twarzy nadmiernemu wysunięciu dolnej wargi przed pozostałą część twarzy i wydłużenie dolnego odcinka twarzy (prognatyczny typ twarzy). Leczenie tej wady jest ortodontyczno-chirurgiczne. Zęby do zabiegu przygotowuje się aparatem stałym. Zabieg chirurgiczny eliminuje wadę sensu-stricto, podczas niego zmieniane jest położenie szczęk oraz niekiedy zmieniany jest też kształt bródki (genioplastyka bródki).